# Quintã
Quintã est une localité de la commune portugaise de Vila Real. Sur 4,18 km2 de superficie, on recense 148 habitants (2001).